# كارين نيومان (نحاتة)
كارين نيومان (بالإنجليزية: Karen Newman)‏ هي نحّاتة بريطانية، ولدت في 20 يناير 1951 في لندن في المملكة المتحدة.